# Amos Oz
Pour les articles homonymes, voir Oz et Klausner.
Amos Oz (hébreu : עמוס עוז), nom de plume d’Amos Klausner, né le 4 mai 1939 à Jérusalem et mort le 28 décembre 2018 à Tel Aviv, est un poète, romancier et essayiste israélien.
Il est professeur de littérature à l'université Ben Gourion de Beer-Sheva. Amos Oz est le cofondateur du mouvement La Paix maintenant et un fervent partisan de la solution d'un double État au conflit israélo-palestinien.

## Biographie
Amos Oz est né à Jérusalem où il grandit rue Amos dans le quartier de Kerem Avraham. Il est le fils unique de Yehuda Arieh Klausner et Fania Mussman, des immigrants sionistes d'Europe de l'Est fuyant l’antisémitisme grandissant. Son père avait étudié l'histoire et la littérature à Vilnius. Ses parents émigrent en Palestine mandataire au début des années 1930. Son père travaille comme bibliothécaire à Jérusalem et sa mère donne des leçons d'histoire et de littérature. Klausner décrit sa famille comme pauvre. Sa grand-mère maternelle possédait un moulin à Rivne en Pologne de l'Est (actuelle Ukraine), mais était venue à Haïfa en 1934.
De nombreux membres de la famille d'Amos Oz s'inscrivaient dans le courant du sionisme révisionniste. L'oncle de son père, Joseph Klausner, fut candidat du Hérout à la présidence de l'État d'Israël contre Chaim Weizmann et tenait la chaire de littérature hébraïque à l'université hébraïque de Jérusalem.
Amos Oz et sa famille ont toujours entretenu une certaine distance à la religion dont ils méprisaient l'irrationalité.
Sa mère se suicide alors qu'il a douze ans. Cet événement est à l'origine de la série d'interrogations qui figurent dans son livre Une histoire d'amour et de ténèbres. « Jusqu'à l'âge de 12–13 ans, j'étais fanatique et militariste, je croyais en la force militaire, j'aimais le slogan de Vladimir Jabotinsky, leader de la droite nationaliste : « “Dans le sang et le feu, Israël est tombé. Dans le sang et le feu, Israël se relèvera” » ».
Amos Oz, sioniste de plus en plus séduit par la gauche, rejoint le kibboutz de Houlda à l'âge de quinze ans. C'est à cette époque qu'il adopte le nom d'« Oz » qui signifie « force » en hébreu. C'est à Houlda qu'il commence à écrire, et qu'il gagne progressivement le droit de consacrer quelques journées par semaine à ses livres. Il demeure au kibboutz jusqu'à ce que sa femme Nily et lui s'installent à Arad, dans le nord du désert du Néguev, en 1986 en raison de l'asthme de leur fils Daniel (he).
À la fin des années 1950, Amos Oz sert dans Tsahal, unité Nahal, et se trouve confronté aux escarmouches à la frontière syrienne.
Après Nahal, Amos Oz étudie la philosophie et la littérature hébraïque à l'université hébraïque de Jérusalem. En dehors de courts articles dans les bulletins des kibboutzim et le journal Davar, il ne publie rien avant l'âge de 22 ans. Il commence à publier ses premiers récits, en 1965. Son premier roman est publié en 1966. Dès lors, il se met à écrire sans discontinuer, publiant une moyenne d'un livre par an sur les presses du parti travailliste, Am Oved, qu'il quitte finalement, en dépit de ses affiliations politiques, pour Keter (de). Pendant la Guerre des Six Jours, en 1967, il sert dans une unité de tanks dans le Sinaï et, lors de la Guerre du Kippour de 1973, il est affecté sur le plateau du Golan.
Dans le contexte de l’Intifada d'Al-Aqsa, il déclare dans des interviews qu’il ne faut pas faire confiance aux Palestiniens, et dans une pétition du 2 janvier 2001 publiée par Haaretz, il affirme son opposition au droit au retour des réfugiés palestiniens
Amos Oz se retire à Arad.
En janvier 2018, il est signataire avec 34 autres personnalités littéraires dont Zeruya Shalev, David Grossman, Orly Castel Bloom et Etgar Keret d'une lettre adressée au premier ministre israélien Benjamin Netanyahu lui demandant le non renvoi des personnes réfugiées originaires de l'Érythrée et du Soudan.
Le 28 décembre 2018, il meurt des suites d'un cancer à 79 ans, et est qualifié à cette occasion de « Gloire » des écrivains d'Israël par le président Reuven Rivlin,.

### Famille
Il a trois enfants avec son épouse Nili : Fania, Galia et Daniel (he). Sa fille aînée, Fania, enseigne l'histoire à l'université d'Haïfa.
Dans son autobiographie Quelque chose déguisé en amour (דבר שמתחפש לאהבה) publiée en février 2021, sa fille Galia Oz (he) relate les violences familiales (coups, menaces, humiliations) dont elle et sa mère Nili auraient fait l'objet,. Les deux autres enfants d'Amos Oz, Fania et Daniel, ainsi que sa femme Nili, répondent en parlant de souvenirs très différents de ceux de Galia et de l'amour que l'écrivain leur a montré toute sa vie.

## Politique
Amos Oz compte parmi les intellectuels les plus influents en Israël. Il fut l'un des premiers à plaider en faveur de la séparation en deux États comme solution au conflit entre les Israéliens et les Palestiniens après la Guerre des Six Jours.
En 1978, il fut l'un des fondateurs de La Paix maintenant et s'oppose depuis régulièrement au phénomène des colonies de peuplement. Il se prononça également en faveur des Accords d'Oslo et du dialogue avec l'OLP. Il s'est dit à plusieurs reprises opposé à un total droit au retour des réfugiés palestiniens, et a défendu à ses débuts la construction de la barrière de séparation israélienne entre Israël et la Cisjordanie, même s'il en conteste parfois le tracé. De nombreux observateurs de l'aile droite le considèrent comme l'un des orateurs les plus éloquents représentant la gauche sioniste[réf. souhaitée].
Amos Oz a longtemps été proche des travaillistes et de leur dirigeant Shimon Peres. Dans les années 1990, il retire son soutien au parti travailliste et se rapproche de la gauche, du Meretz, où il entretient des liens avec Shulamit Aloni, et appelle à voter pour le Meretz lors des élections à la Knesset en 2003.
En juin 2006, il a dans un premier temps affirmé le droit d'Israël à se défendre dans le conflit israélo-libanais de 2006 avant d'appeler rapidement à un cessez-le-feu dans un article cosigné avec les écrivains israéliens David Grossman et Avraham Yehoshua dans le journal Haaretz[réf. souhaitée].
En novembre 2008, l'écrivain annonce qu'il rallie le parti « Nouveau Mouvement » ou Hatnua HaHadasha, un parti de gauche dirigé par Haim Oron qui cherche à contrer le Likoud (droite nationaliste), dirigé par Benjamin Netanayahou, en vue des élections de février 2009. Le parti fusionne avec le Meretz peu après,,.

## Regard sur l'œuvre
Amos Oz a écrit 18 ouvrages en hébreu, et près de 450 articles et essais. Ses œuvres sont traduites en trente-neuf langues.
Tournée vers l'exploration des êtres, de leurs espoirs et de leurs déceptions, de leurs relations souvent complexes, parfois frustrées, l'œuvre d'Amos Oz obéit surtout à un principe qui consiste à tenter, par l'écriture, de se mettre à la place d'autrui, pour mieux le comprendre. Amos Oz a souvent dépeint les relations de couple, l'amitié, les liens du voisinage, dans des lieux comme Jérusalem, ou le kibboutz, autant de prismes au travers desquels il cherche à envisager l'humanité dans son ensemble.
Adepte de la forme brève de la nouvelle, qu'il a souvent illustrée dans ses textes, Amos Oz revendique volontiers l'héritage de l'écrivain américain Sherwood Anderson. Comme chez ce dernier, ses nouvelles sont généralement liées les unes aux autres, Le terme de « roman en nouvelles » a parfois été indiqué par Amos Oz pour définir une forme qu'il affectionne.
Amos Oz milite pour une lecture lente de la littérature, qui permet de retrouver ce qu'il appelle un bonheur tranquille. Plutôt que la dissection et l'analyse à outrance du texte, il encourage la recherche du simple plaisir de la lecture et la bonne compréhension du texte, notamment par la participation active du lecteur au contrat introductif du début de chaque livre.

## Prix et distinctions
Sa carrière est jalonnée par l'obtention de quelques-uns des prix et distinctions les plus prestigieux en Israël et dans le monde, notamment :
- 1983 : prix Bernstein pour Une paix parfaite
- 1984 : officier des Arts et des Lettres de France
- 1986 : prix Bialik qu'il partage avec Yitzhak Auerbuch-Orpaz
- 1988 : prix Femina étranger pour La Boîte noire
- 1992 : prix de la paix des libraires allemands
- 1998 : prix Israël de littérature, lors du cinquantième anniversaire de l'indépendance d'Israël
- 2004 : prix international de Catalogne qu'il partage avec l'universitaire palestinien Sari Nusseibeh
- 2005 : prix Goethe de la ville de Francfort
- 2007 : prix Prince des Asturies
- 2008 : prix Primo-Levi (de)
- 2008 : prix Heinrich Heine de la ville de Düsseldorf
- 2008 : prix Ulysse
- 2010 : prix Méditerranée étranger pour Scènes de vie villageoise
- 2013 : prix Franz Kafka
- 2014 : ordre du Mérite civil d'Espagne
- 2015 : prix international de littérature, décerné par la Maison des Cultures du Monde (Haus der Kulturen der Welt), Berlin pour Judas[21].
- 2015 : prix Park Kyung-ni décerné en Corée du Sud

## Œuvres

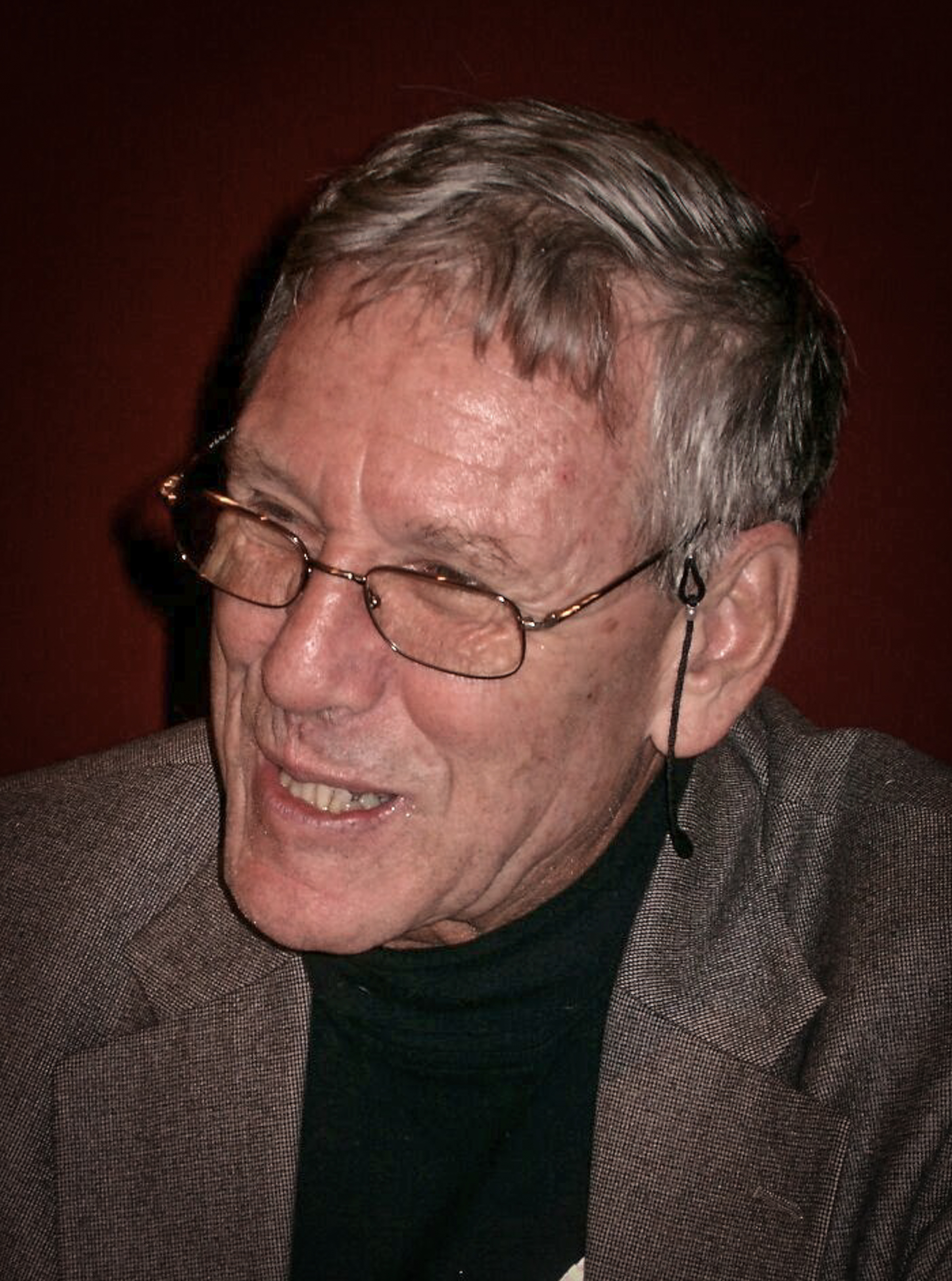
Amos Oz à Munich à la Literaturhaus en 2004.

### Romans
- Ailleurs peut-être (1966)
- Mon Michaël (1968)
- Toucher l'eau, toucher le vent (1973)
- Sous cette lumière flamboyante (1979)
- Une paix parfaite (1982)
- Dans la terre d'Israël (1983)
- La Boîte noire (1986 en hébreu ; 1988 en français) — prix Femina étranger 1988
- Connaître une femme (1989)
- La Troisième Sphère (1994)
- Ne dis pas la nuit (1994)
- Une panthère dans la cave (1995)
- Un juste repos (1996)
- Seule la mer (2002)
- Une histoire d'amour et de ténèbres (2003), roman autobiographique
- Soudain dans la forêt profonde (2005)
- Vie et mort en quatre rimes (2007 en hébreu ; 2008 en français)
- Judas (2014 en hébreu ; 2016 en français).

### Recueils de nouvelles
- Les Terres du chacal (1965)
- Jusqu'à la mort (1971)
- La Colline du Mauvais-Conseil (1976)
- Mon vélo et autres aventures (1978), ouvrage pour la jeunesse
- Scènes de vie villageoise (2010)
- Entre amis (2013)

### Essais
- Les Voix d'Israël (1983)
- Les Deux Morts de ma grand-mère et autres essais (1995)
- L'histoire commence (Paris, Calmann-Lévy, 1996)
- Aidez-nous à divorcer ! - Israël Palestine, deux États maintenant (Paris, Gallimard, 2004)
- Comment guérir un fanatique (Paris, Gallimard, 2006).
- Juifs par les mots, avec Fania Oz-Salzberger (Paris, Gallimard, 2014, 274 p.,  (ISBN 978-2-07-01-4152-4)).
- Conversations sur l'écriture, l'amour, la culpabilité et autres menus plaisirs, avec Shira Hadad (2018) (Paris, Gallimard, 2022).